# Laurent Angenot
Pour les articles homonymes, voir Angenot.
Laurent Mathieu Joseph Angenot (Verviers, 31 juillet 1873 - La Haye, 30 novembre 1949) est un violoniste Belge.

## Biographie
Laurent Angenot naît d'Hubert Joseph Angenot et de Marie Catherine Mélanie Charlier. Il était lui-même marié à Spa, avec Jeanne Amélie Body. Laurent Hubert Joseph Angenot, professeur d'urbanisme, a été de leur fils. En 1939, Laurent Angenot nommé officier dans l'ordre de la Couronne de Belgique. Le couple est mort en novembre 1949 (ils sont environ 11 novembre) et a été enterré à Spa. 
Laurent Angenot reçoit sa formation musicale de son père, du violoniste Louis Kéfer (un des fondateurs et) directeur de l'école de musique de Verviers et d'Eugène Ysaÿe à Bruxelles. Il est ensuite violoniste dans des orchestres de Paris (d'Harcourt), de Spa (Kurorkest) et en 1890, avec son professeur Louis Kéfer, il intègre le Quatuor Verviers. En 1896, il est nommé professeur de l'Académie de musique de Barcelone. En 1897, il est nommé, par un jury sous la direction de Henri Viotta, violoniste soliste de l'orchestre de l'Opéra français à La Haye et exerce également à l'Association de musique de chambre de l'Université. En outre, il est plusieurs fois dans les conseils d'administration des examinateurs ou des jurys de concours. Le 28 décembre 1905, avec Max Reger, il  organise un concert pour le concert d'œuvres de Reger au théâtre Diligentia de La Haye. Il est pendant un certain temps violoniste soliste et second violon solo de l'orchestre de la résidence (1906–1910), et il enseigne au conservatoire de La Haye entre 1909 et 1938. Son successeur au conservatoire est Joachim Röntgen, fils du compositeur Julius Röntgen. En outre, Laurent Angenot donne des récitals en Europe de l'Ouest, en particulier en Espagne, aux Pays-Bas, en Belgique et en Allemagne. 
Son cousin, Alphonse Angenot (Verviers, vers 1902 — 2 septembre 1929) est également violoniste, fondateur et premier violon du Quatuor Argenot, qui dans les années 1920 fait fureur aux États-Unis. cependant, il meurt avant de pouvoir continuer à se développer.

## Œuvres
Reste de lui un certain nombre d'œuvres :
- opus 9 : Sonate pour violon et piano (1924), dédiée à sa femme
- opus 10 : Mélancolie (1926), pour violon ou violoncelle avec accompagnement de piano.
- opus 11 : Comme autrefois (1944), dédiée à Frans van der Wiel.
- opus 19 : Page intime, pour quatuor à cordes (1944)
- Mélodie, pour violoncelle avec accompagnement d'orchestre ou de piano (1899)
- Mélodie, pour violoncelle (1927)
- Quatuor à cordes (1932)

## Sources
- (nl) Geïllustreerd muzieklexicon, G. Keller et Philip Kruseman, en collaboration avec Sem Dresden, Wouter Hutschenruijter, Willem Landré, Alex Voormolen et Henri Zagwijn, éd. 1932/1949 chez J. Philips Kruseman, La Haye, p. 16.
- (nl) J.H. Letzer, Muzikaal Nederland. 1850-1910, Utrecht, J.L. Beijers 1913, p. 4.